# Rudolf Zháněl
Rudolf Zháněl (15. dubna 1867, Sebranice – 31. ledna 1956, Pardubice) byl český katolický kněz a vojenský duchovní, který se zúčastnil obou světových válek.

## Život
Teologii vystudoval v Brně a v Olomouci, na kněze byl vysvěcen v roce 1890. Nejprve sloužil jako kaplan v brněnské diecézi, v roce 1896 dobrovolně vstoupil do rakousko-uherské armády. Účastnil se 1. světové války, od května 1918 byl duchovním správcem rakousko-uherské východní armády v Oděse.
Od roku 1920 pak byl duchovním správcem u Zemského vojenského velitelství v Praze. V březnu 1922 odešel na vlastní žádost do zálohy. Důvodem mohlo být jeho české vlastenectví, kvůli němuž nechtěl být spojován s armádní duchovní službou, vnímanou tehdy jako útočiště rakouských „feldkurátů“.
V roce 1926 odjel do Francie a jako duchovní tam pečoval o československé vystěhovalce. V roce 1931 ho papež Pius XI. jmenoval monsignorem, což bylo výrazem ocenění jeho práce.
V roce 1939, v době vypuknutí 2. světové války, žil Rudolf Zháněl v Paříži. Ihned se přihlásil k čs. zahraničnímu odboji, ačkoli mu bylo již 72 let. Obnovil a až do pádu Francie v roce 1940 zde řídil duchovní službu. Odjel pak do Velké Británie, kde až do konce války vedl civilní českou duchovní správu v katolickém kostele sv. Jakuba v Londýně.
Po válce se nakrátko vrátil do Paříže. Ve věku 88 let zemřel v pardubickém domově pro kněze.

## Ocenění
- Československý válečný kříž 1939 za zásluhy v odboji